# 高雄捷運黃線
高雄捷運黃線，又稱高雄捷運都會線，是高雄捷運興建中路線之一，設置23座車站，全線皆位於高雄市。黃線路廊最早於1984年的規劃案即有類似中運量路線，2001年長期路網規劃案正式出現輕軌黃線的規劃，早期以光華、民族、建工路為路廊，後來改光華路為民權路，並延伸本館、大埤路至鳥松市區。由於輕軌推行進度緩慢，曾於2011年進行公車捷運版本的可行性研究。2015年輕軌黃線與行駛三多路、澄清路的輕軌棕線合併為輕軌「都會延伸環線」，並結合兩條連結線輕軌青線、輕軌鳳山線一起進行可行性研究。2017年1月，可行性研究案中的青線、鳳山線未獲中央政府核定，而都會延伸環線獲得交通部原則同意通過。2022年10月31日，鳥松機廠動工。2023年12月19日，黃線YC01土建標正式動工。
2017年2月，輕軌都會延伸環線重新規畫為地下化的中運量捷運系統，並改名「高雄捷運都會線」，行駛三多、民權、民族、建工、本館路，以及五甲、南京、澄清路的雙路線，並於大埤路合一行駛至鳥松區東北側的坔埔里，並將修改過的可行性研究案重新送審。2019年5月，行政院通過可行性研究案，並由中央補助新臺幣803億元協助興建。同年6月開始進行綜合規劃案，並於2020年3月底提報交通部，2021年7月14日通過綜合規劃與環境影響評估，2021年12月20日，綜合規劃通過國家發展委員會審查，並陳報行政院建請同意，2022年3月18日行政院核定綜合規劃案。7月15日，行政院公共工程委員會通過基本設計案。計畫總經費新臺幣1442.37億元，中央負擔833.82億元，高市府負擔608.55億元。原訂2028年全線完工，但因戰爭造成經費暴增及缺原物料等因素，捷運黃線2024年經行政院通過修正計畫，2032年局部通車，2034年全線通車。

## 歷史

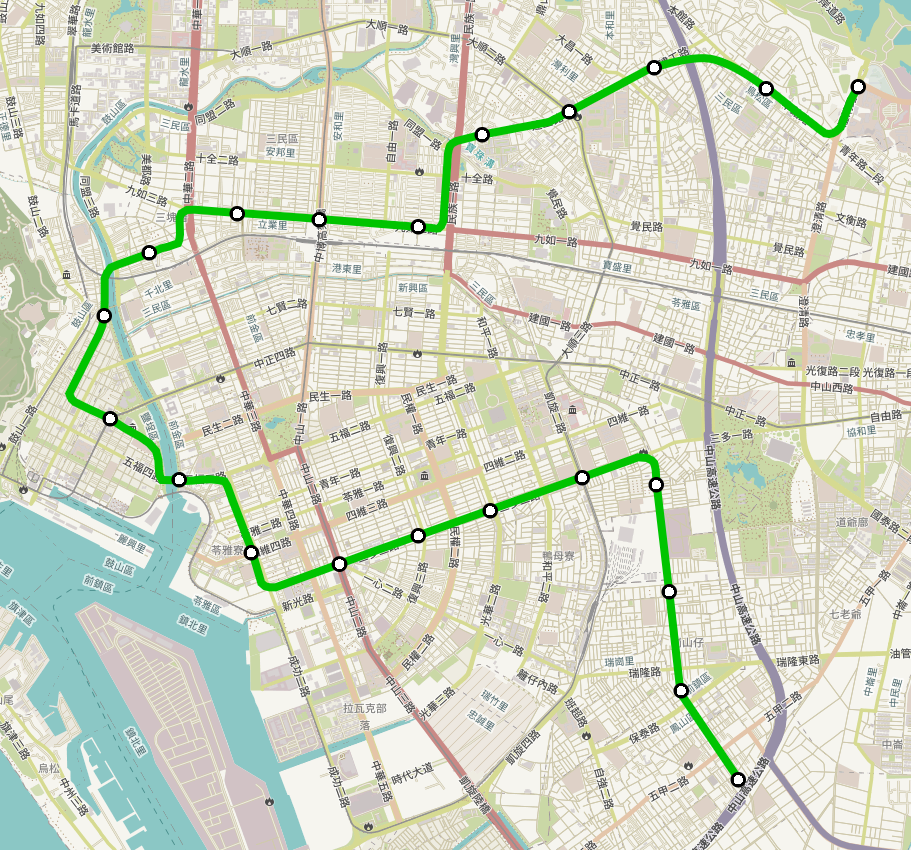
1984年運委會規劃的中運量綠線，北段已有黃線的影子

黃線最早見於2002年的規劃案，但今黃線北段路線，早在1980年代初期高雄市政府工務局都市計畫科委託交通部運輸計畫委員會進行的《高雄都會區大眾運輸系統規劃》，即已出現。在該專案中，高運量U2線自澄清湖起，沿著澄清路、本館路、建工街行駛，與今黃線相同，但該線於建工建興路口後即轉建興路（今灣中街）、民族二巷（今灣興街）往西，與今黃線不同。後來1984年12月運委會完成《高雄都會區大眾捷運系統長期發展建議路網》專案中，則改修訂為中運量綠線，並在建工建興路口後改為續行建工街、民族路，與今黃線相同。但綠線於民族九如路口後即轉向九如路往西，南段路線就與今黃線不同。1985年交大運輸研究中心的規劃，則又回到運委會當初的高運量U2線。
然而，1986年美國顧問團修訂運委會的報告中，自澄清湖起的路線已經改為行駛澄清路、九如路，民族、建工、本館路已無捷運路線經過。1990年高雄市政府委託顧問公司進行的《高雄都會區大眾運輸系統調查、分析、改善及捷運系統可行性研究規劃》專案中，亦已無類似今黃線的路線。

### 輕軌規劃時期

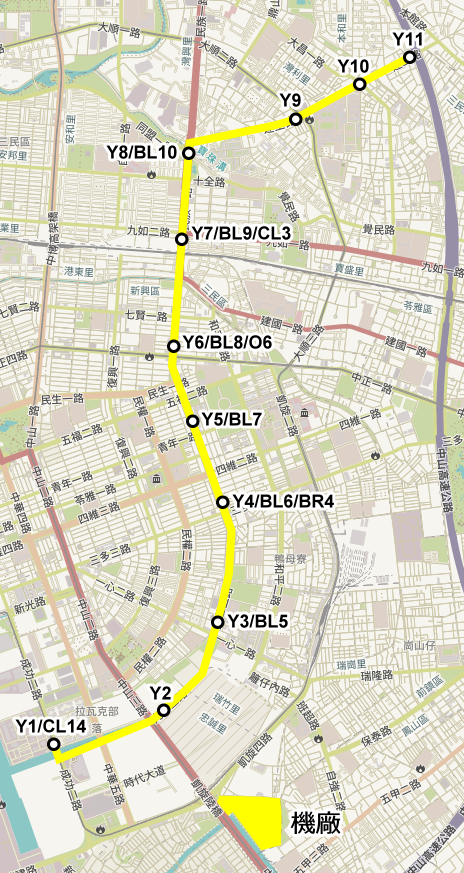
最初的黃線版本

高雄市政府捷運局於1998年12月委託顧問公司進行《高雄都會區大眾捷運系統長期路網運輸規劃》專案，並在2001年4月完成路網建議報告報行交通部，隔年8月核轉行政院，黃線首見於該計畫。當時計畫從輕軌環線正勤國宅站發車，經預定的多功能經貿園區園道四號（現為五號船渠、光華三路）、成功二路口向東行銜接光華路，經光華路、民族路，再轉入建工路，終於高速公路西側，系統建議採用輕軌，路線全長9公里，規劃設置11座車站。其一心光華路口至民族建工路口段與當時規劃的藍線共線。機廠與藍線、輕軌環線規畫共同使用，設於瑞南街、凱興街 、前鎮河間的土地（今為75期重劃區）。另外專案中也有建議在中山路轉南，從還未興建的多功能經貿園區中央大道至成功路的替代方案。而在該專案中，黃線是市區路網五路線優先度排第四，僅優先於綠線，建議待多功能經貿園區開發後才興建。
2003年12月捷運局再委託顧問公司辦理後續細節設計的《高雄都會區大眾運輸系統工程計畫長期路網規劃作業》專案，並於2005年2月交通部審定；該計畫中藍線改走大順路，不再與黃線共線，僅交會於建工大順路口。該計畫中將鳳山線、棕線延伸至鳥松，在神農路、神農路150巷、大同路、坔埔大排間設置鳥松機廠；也一併將黃線向東延伸，經本館路，並在澄清路、大埤路與此二線共線，抵達澄清湖和高雄長庚醫院，最後於大埤、中正路口路線終止並進入鳥松機廠。路線全長13.574公里，規劃設置17座車站。在此專案中，黃線優先度排在第五位，評估經濟效益低落，但因益本比大於1，所以仍建議興建。

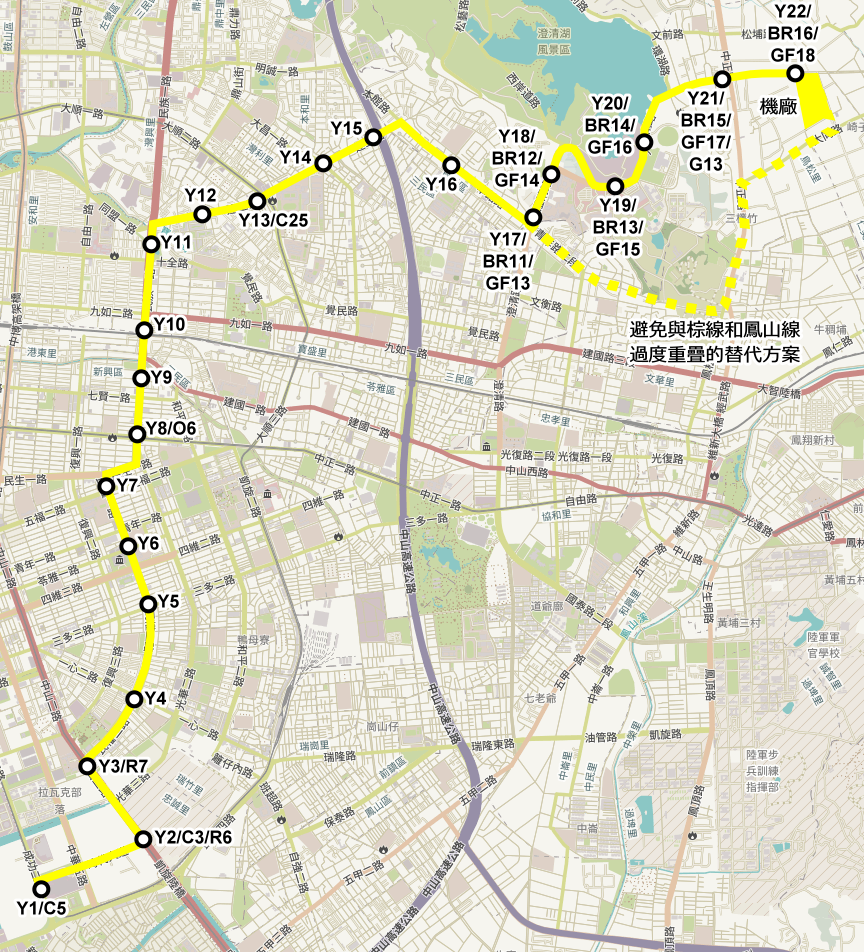
2010年左右的黃線版本

後考量於光華路過窄，並且於夜間設有光華夜市，而且無法與紅線轉乘，因此正勤國宅站發車後改經正勤路，小轉彎過獅甲站，再沿民權路至民生路小轉彎接回民族路。此時藍線也已與臨港輕軌整併為環狀輕軌，黃線在建工大順路口與之交會。2009年12月捷運局又委託顧問公司進行《高雄都會區大眾捷運系統路網黃線、棕線及水岸輕軌規劃作業》專案，專案中黃線改由環狀輕軌夢時代站發車，經時代大道轉中山路轉乘凱旋站及獅甲站，其餘路線不變。由於大埤路棕線、黃線、鳳山線三線共線共站，但該段位於郊區，共線效益低；該專案亦另有於本館澄清路口以東改走青年路二段、文龍東路、鳳松路、中正路、大同路進鳥松機廠的方案。然而2011年12月該專案因其中的水岸輕軌併入環狀輕軌，導致整個專案中途停止，並未完成；隔年4月捷運局依法補償顧問公司。
由於輕軌推行進度緩慢，高雄市政府交通局另做了高雄公車捷運的可行性評估；2011年11月《大高雄地區整體公車捷運系統路網可行性研究案結案報告書》中，黃線被列為優先路線之一。因為公車捷運不需要機廠，因此不需要延伸到鳥松來與公車捷運棕線共線使用機廠；加上公車捷運所需路幅較輕軌大，而本館路路幅不大；因此在該報告中，決定將黃線截短，並且因為公車捷運雙節車廂無法像輕軌直接反向行駛，因此在建工大昌路口轉進大昌路，並在大昌、皓東、正忠三條路形成一個環狀，再接回大昌路回程；而南端則多延伸到公車總站前鎮站來轉向。

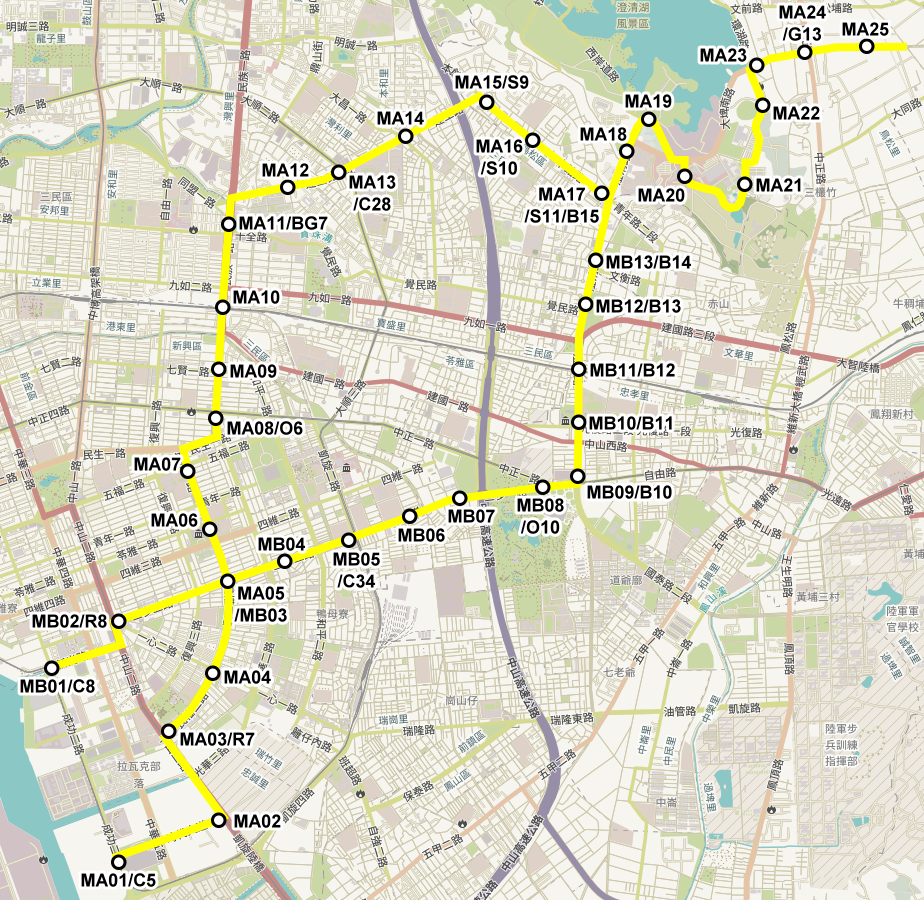
2016年都會延伸環線的版本

2015年3月2日，高雄市政府捷運工程局局長吳義隆表示：黃線輕軌正在進行可行性評估，部分路段重新規劃為高架化路段；上述路線在抵達澄清湖一帶後，再回到亞洲新灣區，並構成環狀輕軌之後的第二環，並將正式名稱改為「都會延伸環線」。4月20日，吳義隆局長於高雄市議會向議會作業務報告，根據其簡報資料，可看出第二環大致由先前計畫的黃線與棕線構成，並在長庚一帶改走公園路。其中黃線改為用MA做編號，設25站，棕線改為編號MB，設13站。2015年底，與顧問公司簽約進行《高雄都會區大眾捷運系統都會延伸環線建設及周邊土地開發計畫可行性研究》專案，該專案還包含了都會延伸環線的兩條配套連接線青線（信義國小站至高鐵左營站）、藍線（時代凱旋路口站至鳥松機廠）。2016年9月，專案提報交通部；11月交通部審查意見表示運量預測偏低，建議僅提報最優先路線。2017年1月，該專案去除兩連接線的可行性研究報告書原則同意通過。

### 中運量規劃時期

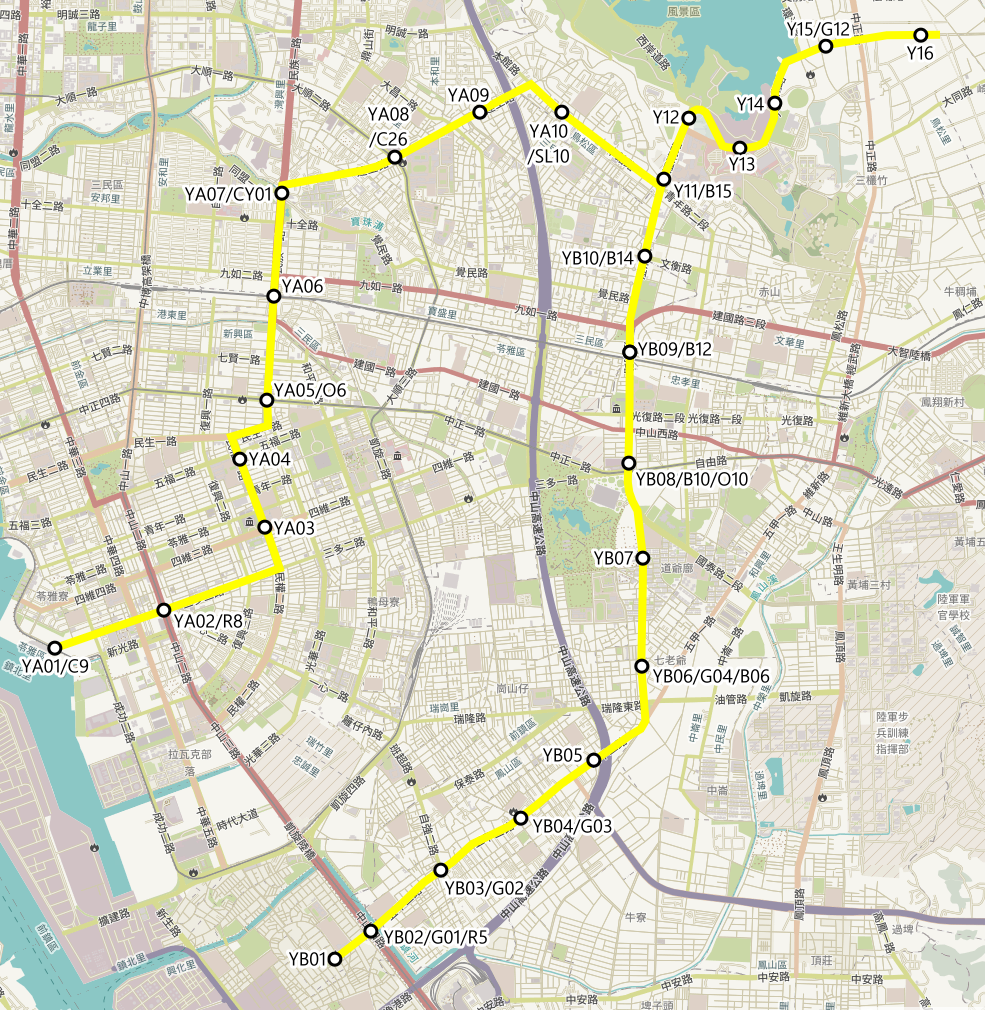
剛升格為中運量捷運的版本，已與現今相差無幾

2017年2月14日，高雄捷運黃線路線重新規劃，預定採用地下型式之中運量捷運系統，路線也與過去的黃線不同，結合了棕線、鳳山線以及綠線五甲段，成Y字型路網，共線段以Y為編號，西側段以YA編號，東側以YB編號，總計26站；預估經費1430億，並向行政院爭取本計畫納入「前瞻基礎建設計畫」。3月23日，行政院宣布高雄捷運黃線納入「前瞻基礎建設計畫」，並命名為「高雄捷運都會線」。3月27日，捷運局將修改為地下化捷運系統並提報高雄捷運都會線可行性研究報告送至交通部審核，其中民權五福、五甲南昌、澄清青年等路口站點及前鎮區公所、澄清湖棒球場站取消，五甲南正路口站點北移到鳳南路口，澄清湖風景區大門口站點南移至正修科大，原走鳥松濕地北側改為南側，並改為全以Y編號，總計21站。4月5日，行政院核定前瞻基礎建設軌道建設納入「高雄捷運都會線計畫」。5月12日，交通部函送審查意見予市府。5月19日，第二次提報予交通部審查，由於路線倉促設計，所有交會路線均設計為站外徒步轉乘，造成大眾不滿，捷運局表示將會再修正為站內轉乘。10月5日，交通部函送審查意見予市府。11月10日，第三次提報予交通部審查。12月20日，交通部辦理黃線現勘。12月22日，交通部召開黃線初審會議。
2018年1月2日，交通部函送初審會議紀錄予市府；年初，建工大豐路口站點東移至高速公路以東以便轉乘銀線，民權四維路口略北移至苓雅路口，並於三多市場處增設站點，澄清文衡路口南移至寶業滯洪池西側，正義車站南移至台鐵以南，衛武營站南移至橘線以南。2月27日提送黃線初審會議予交通部審查。3月7日，交通部函請高鐵局辦理審查作業。5月16日，交通部召開第一次黃線審查會議。6月5日，交通部函送審查會議記錄予市府。6月21日，提報審查會議予交通部會議審查。7月19日，將鳥松機廠東移1.36公里至位於坔埔里的鳥松第三公墓，並於新的機廠處新增站點，總經費估算調整為1438億元，比原1455億元少17億元。捷運局表示，新規劃機廠用地多為公有，大幅減少徵收費用，所以整體費用可望降低，相關計畫正由交通部審核中，設定期程比原先預期晚一年，如果可行性評估過關，會設法在綜合規劃、環評、都市計畫變更等層面同步進行，以縮短整體工期。9月12日，交通部召開第二次審查會議，原則通過可行性研究，待完成報告後轉報請行政院核定。11月23日，交通部函轉行政院國發會核定可行性研究。
2019年1月8日，國家發展委員會召開審查會議，會議結論同意通過，並建議行政院同意黃線可行性研究報告。3月20日，提報可行性研究報告書定稿本予行政院核定。5月24日，行政院核定可行性研究，宣布補助800億元。
2019年6月3日，由世曦工程顧問公司得標辦理綜合規劃案。9月5日及11日，分別於鳥松區、鳳山區舉辦黃線綜合規劃作業初步成果說明會。12月20日，高雄市政府捷運工程局進行綜合規劃作業並辦理說明會及公聽會，蒐集各方意見結果，鳳山區除原規劃的五甲路外，另有建議行經保泰路為替代方案，捷運局將針對兩方案由顧問公司委託世新大學進行問卷調查。
2020年3月中，五甲路原案以約四分之三的支持率勝出。同月底，綜合規劃案正式提報交通部審查。7月13日，交通部函送審查意見予市府。8月7日，第二次提送綜合規劃報告書予交通部審查。9月22日，捷運局於鳳山行政中心召開環境影響說明書公開會議，並公布預計工期約6.5年。10月12日，提送環境影響說明書予環保署審查；交通部函送審查意見予市府。11月3日，第三次提送予交通部審查。
2021年2月5日，辦理綜合規劃現勘；2月19日，交通部召開黃線初審會議，3月3日，第一次召開環境影響評估說明書初審會議；交通部函送初審會議紀錄予市府。3月11日，環保署函送初審會議記錄予市府。3月22日，提送初審會議予交通部審查。4月21日，第二次召開環境影響評估說明書初審會議，送至環評大會，4月28日，環保署函送初審會議記錄予市府。7月14日綜合規劃與環境影響評估同時通過；9月29日，交通部函轉國發會審議。12月20日國發會核定綜合規劃案。2022年1月28日，提送綜合規劃報告書定稿本予行政院核定。3月20日，行政院核定綜合規劃案。

### 核定並興建
2022年3月22日，提送基本設計報告書予行政院公共工程委員會。4月底，公告公開展覽捷運都會線 YM01（機電標）、YC01（土建標）、YT01（軌道標）。6月6日，辦理基本設計現勘。7月15日，行政院公共工程委員會核定基本設計報告書。
2022年5月19日，辦理第一次公告招標YM01（機電標）。5月27日，辦理第一次公告招標YC01（土建標）&（YT01軌道標併入土建標）。7月6日，YC01（土建標）流標。7月28日，YM01（機電標）流標。7月29日，辦理第二次公告招標YM01（機電標）。8月17日，YM01（機電標）辦理評選作業，評選委員會評選出「德國西門子交通運輸股份有限公司台灣分公司」、「新加坡科技電子有限公司」及「施泰德鐵路股份有限公司」聯合承攬團隊得標，機電統包工程的公告工程費為433.99億元；稍後，新聞發布顯示施泰德負責電聯車製造、西門子移動（Siemens Mobility）負責提供無線電交通控制系統，新加坡科技電子有限公司負責該專案的設計、施工和整體管理。10月31日，YM01（機電標）其中的機廠統包工程進行動工，當天舉行動土祈福典禮。11月10日，辦理第二次公告招標YC01（土建標）&辦理第一次公告招標YT01（軌道標）。12月22日，YC01（土建標）&YT01（軌道標）流標並於當天辦理第二次公告招標YT01（軌道標）。
2023年1月26日，YT01（軌道標）共有3家廠商投標，由最有利標廠商「森業營造」得標，軌道統包工程的公告工程費為42.4億元。7月5日，辦理第一次公告招標YC01&YC02&YC03（土建標）（原只有YC01，後面再拆成3標並重新上網公告招標）。9月7日，YC01&YC02&YC03（土建標）流標。9月12日，辦理第二次公告招標YC01&YC02&YC03（土建標）。9月28日，YC02&YC03（土建標）流標。10月6日，辦理第一次公告招標YC02&YC03（土建標）（因預算金額調整，所以重新上網公告招標）。10月12日，YC01（土建標）辦理評選作業，評選委員會評選出「馬來西亞商金務大工程股份有限公司」及「世久營造探勘工程股份有限公司」聯合承攬團隊得標，YC01（土建標）統包工程的公告工程費為233.99億元，並於12月19日黃線YC01土建標正式動工。11月20日，YC03（土建標）流標。11月23日，YC03（土建標）辦理第二次公告招標。12月4日，YC02（土建標）流標。12月28日，YC03（土建標）辦理評選作業，評選委員會評選出「工信工程股份有限公司」得標，YC03（土建標）統包工程的公告工程費為306.92億元。
2024年2月5日，辦理第一次公告招標YD01（細部設計標）&辦理第二次公告招標YC02（土建標）。3月27日，YD01（細部設計標）流標。4月1號，提報捷運都會線補助修正計畫案予交通部審查（因捷運都會線建設經費將不足，需向中央補助經費，預估增加金額為964億元，在過程中先辦理細部設計招標並設計也可有效縮短建設的時程）。4月12日，YC02（土建標）流標並於當天辦理第三次公告招標YC02（土建標）。6月20日，辦理第二次公告招標YD01（細部設計標）。6月26日，YC02（土建標）辦理評選作業，評選委員會評選出「工信工程股份有限公司」得標，YC02（土建標）統包工程的公告工程費為167億元。

## 車站
此路線起於鳥松神農路，經大埤路、澄清路、本館路、建工路、民族路、民生路、民權路及三多路，迄於海邊路；另由澄清路、國泰路、南京路及五甲路迄於鎮中路前鎮高中，路線總長度為22.91公里。設置1座高架車站、24座地下車站與1座機廠。營運模式包含全程車（Y15-Y5-Y1-Y5-Y23）以及區間車（Y15-Y5-Y23）兩種。
| 路線     | 路線       | 路線   | 路線 | 路線 | 編號                                                 | 名稱     | 名稱           | 站體型式 | 所在地 | 所在地         | 交會路線 |
| 路線     | 路線       | 路線   | 路線 | 路線 | 編號                                                 | 中文     | 英文           | 站體型式 | 所在地 | 所在地         | 交會路線 |
| -------- | ---------- | ------ | ---- | ---- | ---------------------------------------------------- | -------- | -------------- | -------- | ------ | -------------- | -------- |
| Y 黃線   |            |        |      |      |                                                      |          |                |          |        |                |          |
| 第一階段 | 鳥松線     |        |      |      | Y1                                                   | 未       | 未             | 高架     | 高雄市 | 鳥松區         | 不適用   |
| 第一階段 | 鳥松線     |        | Y2   | 地下 |                                                      | 未       | 未             |          | 高雄市 | 鳥松區         | 不適用   |
| 第一階段 | 鳥松線     | Y3     |      | 地下 |                                                      | 未       | 未             |          | 高雄市 | 鳥松區         | 不適用   |
| 第一階段 | 鳥松線     | Y4     |      | 地下 |                                                      | 未       | 未             |          | 高雄市 | 鳥松區         | 不適用   |
| 第一階段 | 鳥松線     |        | Y5   | 地下 | 黃線（Y1-Y15） · 黃線（Y1-Y23） · 黃線（Y15-Y5-Y23） | 未       | 未             |          | 高雄市 | 鳥松區         |          |
| 第一階段 | 鳥松線     |        |      |      | 黃線（Y1-Y15） · 黃線（Y1-Y23） · 黃線（Y15-Y5-Y23） | 未       | 未             |          | 高雄市 | 鳥松區         |          |
| 第一階段 | 建工民族線 |        |      | 地下 |                                                      | 未       | 未             | Y6       | 高雄市 | 鳥松區         | 不適用   |
| 第一階段 | 建工民族線 |        |      | 地下 | Y7                                                   | 未       | 未             | 三民區   | 高雄市 |                | 不適用   |
| 第一階段 | 建工民族線 |        |      | 地下 | Y8                                                   | 高雄高工 |                | 三民區   | 高雄市 | 環狀輕軌       |          |
| 第二階段 | 建工民族線 |        |      | 地下 | Y9                                                   | 未       | 未             | 三民區   | 高雄市 | 紫線           |          |
| 第二階段 | 建工民族線 |        |      | 地下 | Y10                                                  | 民族     |                | 三民區   | 高雄市 | 臺灣鐵路屏東線 |          |
| 第二階段 | 建工民族線 |        |      | 地下 | Y11                                                  | 信義國小 |                | 新興區   | 高雄市 | 橘線           |          |
| 第二階段 | 建工民族線 |        |      | 地下 | Y12                                                  | 未       | 未             | 苓雅區   | 高雄市 | 不適用         |          |
| 第二階段 | 建工民族線 | Y13    |      | 地下 |                                                      | 未       | 未             | 苓雅區   | 高雄市 | 不適用         |          |
| 第二階段 | 建工民族線 | 前鎮區 |      | 地下 |                                                      | 未       | 未             |          | 高雄市 | 不適用         |          |
| 第二階段 | 建工民族線 |        |      | 地下 | Y14                                                  | 三多商圈 |                | 紅線     | 高雄市 |                |          |
| 第二階段 | 建工民族線 | 苓雅區 |      | 地下 | Y14                                                  | 三多商圈 |                | 紅線     | 高雄市 |                |          |
| 第二階段 | 建工民族線 |        |      | 地下 | Y15                                                  | 旅運中心 |                | 環狀輕軌 | 高雄市 |                |          |
| 第一階段 | 澄清五甲線 |        |      | 地下 | Y16                                                  | 未       | 未             | 三民區   | 高雄市 | 不適用         |          |
| 第一階段 | 澄清五甲線 |        | Y17  | 地下 | 正義                                                 |          | 臺灣鐵路屏東線 | 三民區   | 高雄市 |                |          |
| 第一階段 | 澄清五甲線 | 苓雅區 | Y17  | 地下 | 正義                                                 |          | 臺灣鐵路屏東線 |          | 高雄市 |                |          |
| 第一階段 | 澄清五甲線 |        | Y18  | 地下 | 衛武營                                               |          | 橘線           |          | 高雄市 |                |          |
| 第一階段 | 澄清五甲線 | 鳳山區 | Y18  | 地下 | 衛武營                                               |          | 橘線           |          | 高雄市 |                |          |
| 第二階段 | 澄清五甲線 |        | Y19  | 地下 | 未                                                   | 未       | 不適用         |          | 高雄市 |                |          |
| 第二階段 | 澄清五甲線 | Y20    |      | 地下 | 未                                                   | 未       | 不適用         |          | 高雄市 |                |          |
| 第二階段 | 澄清五甲線 | Y21    |      | 地下 | 未                                                   | 未       | 不適用         |          | 高雄市 |                |          |
| 第二階段 | 澄清五甲線 | Y22    |      | 地下 | 未                                                   | 未       | 不適用         |          | 高雄市 |                |          |
| 第二階段 | 澄清五甲線 |        | Y23  | 地下 | 前鎮高中                                             |          | 前鎮區         | 紅線     | 高雄市 |                |          |

### 轉乘站
- 高雄高工站：轉乘環狀輕軌。因兩線票制不同，預計為出閘轉乘。
- 民族站：轉乘台鐵民族站。將增設170公尺轉乘通道相連接。
- 信義國小站： 轉乘橘線。橘線建設時未預留轉乘空間，將增設225公尺轉乘通道相連接。
- 三多商圈站：轉乘紅線。紅線建設時已預留與棕線的換乘空間（在三多圓環正下方），在棕線取消規劃後，空間將預留給黃線使用，為十字型島島節點轉乘；若建成啟用，將成為除美麗島站以外轉乘最為方便的一站。
- 旅運中心站：轉乘環狀輕軌。因兩線票制不同，預計為出閘轉乘。
- 正義站：轉乘台鐵正義站。因台鐵正義站距黃線正義站較遠（約500公尺），將增設380公尺轉乘通道相連接。
- 衛武營站：雖然橘線建設時有預留與棕線的轉乘空間，但當初預留的位置是在三多路上，而現時規劃的黃線則是建設在澄清路上，從而導致兩線的轉乘距離過長（有近400多公尺），將會增設450公尺轉乘通道。
- 前鎮高中站：轉乘紅線。因紅線建設時未預留轉乘空間，將會增設30公尺轉乘通道相連接。

## 工程進度
- 行政院公共工程委員會更新至2025年7月底[參⁠ 27]：

| 工程名稱                             | 工程名稱                                   | 施工期程       | 上月進度 | 本月進度 | 執行情形 |
| ------------------------------------ | ------------------------------------------ | -------------- | -------- | -------- | --- |
| 高雄都會區大眾捷運系統都會線（黃線） | YC01標土建及設施機電統包工程               | 2033年01月13日 | 2.06%    | 2.28%    | 1.第0階段交維 人行道削減、分隔島削減作業 2.YC01 標工地工務所辦公室建置 3.Y1~Y4車站臨時燈桿、號誌遷移安裝 4.細部設計。                                                                   |
| 高雄都會區大眾捷運系統都會線（黃線） | YC02標土建及設施機電統包工程               | 2033年07月31日 | 0.59%    | 0.70%    | 1.Y6、Y8站之既有植栽移除作業及樹木移除後樹穴回填。 2.Y8站雄工校區西側圍籬施作及停車棚拆除。 3.Y8站雄工校區東側車棚隔牆圍籬拆除與科大開口圍牆封阻作業及標線重新繪製。 4.細部設計進行中。 |
| 高雄都會區大眾捷運系統都會線（黃線） | YC03標土建及設施機電統包工程               | 2033年03月07日 | 1.76%    | 1.99%    | 1.0-1階段交通維持 2.Y16東側寶業滯洪池(北池)水利構造物改建工程及預壘樁工程。 3.0-1階段分隔島削減。 4.細部設計進行中。                                                                    |
| 高雄都會區大眾捷運系統都會線（黃線） | YC04標土建及設施機電統包工程               |                |          |          | 待發包 |
| 高雄都會區大眾捷運系統都會線（黃線） | YC05標土建及設施機電統包工程               |                |          |          | 待發包 |
| 高雄都會區大眾捷運系統都會線（黃線） | YD01標土建及設施機電細部設計委託技術服務案 |                |          |          | 已決標 |
| 高雄都會區大眾捷運系統都會線（黃線） | YM01標機電系統暨機廠與主變電站統包工程     | 2034年07月21日 | 10.40%   | 11.00%   | 1.鳥松機廠施工圍籬施作 2.載重試驗 3.T1臨時滯洪池施作 4.第一階段排水溝施工 5.A1區回填整地 6.BSS2、BSS3場域維護 7.CCTV設置 8.西側加勁擋土牆施作 9.工程告示牌架設 10.細部設計進行中        |
| 高雄都會區大眾捷運系統都會線（黃線） | YT01標軌道統包工程                         | 2033年11月13日 | 0.73%    | 0.84%    | 1.土建及機電相關之系統界面協調，定期於界面會議追蹤列管。 2.各類計畫書提送。 3.細部設計進行中                                                                                            |

黃線第一階段分為三標，路線起自鳥松機廠經由建工民族段至Y8站止，另經從Y5站起經澄清五甲段至Y18站止。
- YC01標工程範圍自出鳥松機廠後路線段里程0K+000起，止於Y4車站後之路線段里程4K+427.106（上行線），工程包括Y1高架車站、高架路線段、出土段、潛盾隧道段、明挖覆蓋隧道段及Y2、Y3、Y4等三座地下車站等。本標為黃線計畫進出鳥松機廠唯一路線，沿線有澄清湖風景區、長庚醫院及澄清湖棒球場等重要據點，為未來通車營運須優先執行之路段。

- YC02標工程範圍自建工民族段里程4K+427.106（上行線）起，止於Y8車站後之路線段里程7K+457.134（上行線），工程包括潛盾隧道段、明挖覆蓋隧道段及Y6、Y7、Y8等三座地下車站等。本標為黃線計畫自Y5車站分岔後建工民族段之前段，沿線有高雄科技大學及高雄高工等據點，並於Y8車站與輕軌C28站轉乘，為未來第一階段通車營運須優先執行之路段。
- YC03標工程範圍自澄清五甲段Y5車站前里程4K+848.140（上行線）起，止於Y18車站後之路線段里程7K+619.665（上行線），工程包括潛盾隧道段、明挖覆蓋隧道段及Y5、Y16、Y17、Y18等四座地下車站等。本標為黃線計畫自Y5車站分岔後澄清五甲路段之前段，沿線有鳳山赤山地區、鳳山行政中心、鳳山高中及衛武營藝術中心等據點，並於Y17車站與台鐵正義站轉乘、Y18車站與橘線O10站轉乘，為未來第一階段通車營運須優先執行之路段。本段預計11月底進場動工，成為全線最早動工處。[參⁠ 29]

## 延伸線
前鎮漁港聯外軌道
在《高雄都會區大眾捷運系統都會線建設及周邊土地開發計畫可行性研究》中規劃有前鎮漁港延伸線，分為兩方案。方案A延著鎮中路以及其直線延伸的民房地下穿越，至新生路設站（大致為今大博鋼鐵公司處），再延著新生路往南，在漁港東二路轉進前鎮漁港設站。路線採疊式設計，共2.3公里，經費131.3億。方案B則為進前鎮高中站前就轉進中山路，並轉進漁港路至新生路，並在約今漁港路加油站處設站，其後轉進新生路，剩餘路線與方案A相同。路線亦採疊式設計，共2.5公里，經費137.4億元。由於兩線經過人口均只有五千人左右，且造價昂貴，以及路幅問題，因此在該可行性研究案中評估暫不推動。
2022年3月20日，行政院院長蘇貞昌宣布爭取黃線延伸到前鎮漁港。2022年4月11日，交通部日前核定補助《高雄都會區大眾捷運系統前鎮漁港聯外軌道運輸規劃案》新台幣756萬元，補助市府捷運局辦理捷運黃線前鎮高中站延伸至前鎮漁港路網規劃，規劃完成後，將再辦理可行性研究。捷運局預估，捷運黃線延伸前鎮漁港案，長度約增加2.5公里，新增2站，經費約增加150億元。
2024年9月24日，前鎮漁港聯外鐵路計畫中的三個方案都因效益不足、不符提報門檻而被打回票，捷運局表示，短期將以公車作為替代。
屏東延伸線
2018年11月，高雄市捷運局委託顧問公司進行《高雄捷運延伸屏東整體路網、可行性研究、綜合規劃及環境影響評估》專案，評估四條路線，包含已有的大寮屏東線、林園東港線，並增加高屏第二東西向快速公路興建時共構捷運，以及由黃線延伸的方案。由黃線延伸的方案，從神農路站點還未進鳥松機廠站點前岔出往東北延伸，繞過仁美、水寮北側，從竹寮跨過高屏溪，穿過屏東基地南機場，終於台3線，轉乘屏東市區輕軌。最後該專案評估未達建設門檻。

## 先導公車與接駁車
2018年4月1日，高雄捷運黃線先導公車黃2線開通，沿黃線的澄清五甲線和鳥松段行駛，由港都客運營運。12月1日，黃1線開通，由漢程客運營運，路線全長29.4公里，每日64車次，行經長庚醫院、澄清湖、正修科大、高雄科大、十全果菜公司、捷運信義國小站、高雄高商、四維行政中心、捷運三多商圈站與輕軌旅運中心站，發車時段為平日上午5時30分至晚間10時，尖峰15分1班，離峰20至25分1班。

## 車輛
預計採購25列具有無人化自動控制模式下自動駕駛(GoA4自動化級別)的3節車廂電聯車，列車車體由施泰德鐵路製造，控制設備則採用西門子公司系統，列車編組長度不超過60公尺，可容納440人以上，每列車有3道門（比高運量捷運少一道）；2022年，據該製造商時任副首席執行官Ansgar Brockmeyer稱，車體將以鋁製成，車輛設計將針對高溫（攝氏45度以上）高濕環境，列車將在瑞士聖馬格雷滕廠區製造。

## 外部連結
- 高雄市政府捷運工程局─捷運黃線 （页面存档备份，存于）